# Dieter Hoffmann
Dieter Hoffmann (República Democrática Alemana, 27 de agosto de 1941-16 de septiembre de 2016) fue un atleta alemán especializado en la prueba de lanzamiento de peso, en la que consiguió ser campeón europeo en 1969.

## Carrera deportiva
En el Campeonato Europeo de Atletismo de 1969 ganó la medalla de oro en el lanzamiento de peso, con una marca de 20.12 metros que fue récord de los campeonatos, superando a sus compatriotas alemanes Heinz-Joachim Rothenburg (plata con 20.05 m) y Hans-Peter Gies (bronce con 19.78 m).